# ایستگاه الرفاع
ایستگاه الرفاع (عربی: محطة مترو الرفاع) پایانهٔ غربی خط سبز متروی دوحه است و به شهرداری الریان خدمات‌رسانی می‌کند. این ایستگاه در بزرگراه دخان، روبروی مرکز خرید قطر، در منطقهٔ تازه توسعه‌یافتهٔ روضه الجهانیه واقع شده‌است.
این ایستگاه در حال حاضر فاقد مترولینک است. امکانات موجود در محل شامل سرویس بهداشتی و نمازخانه است.

## تاریخچه
این ایستگاه در ۱۰ دسامبر ۲۰۱۹ به‌همراه سایر ایستگاه‌های خط سبز افتتاح شد.